# 王集镇 (新野县)
王集镇，是中华人民共和国河南省南阳市新野县下辖的一个乡镇级行政单位。

## 行政区划
王集镇下辖以下地区：
西张庄村、秦杜营村、石头庙村、史井村、齐楼村、王集村、冯集村、东元村、汪堤村、范坡村、石羊岗村、曹集村、西赵庄村、白滩村、徐埠口村、归集村、高桥村和周湾村。